# Dines Andersen
Dines Andersen (født 26. december 1861 i Ullerslev, død 28. marts 1940 i København) var en dansk orientalist.
Andersen blev student fra Odense Katedralskole i 1881 og begyndte hurtigt herefter at studerer sprogvidenskab og indisk filologi. Han lærte Palisproget på egen hånd. I 1883 blev han ekstraordinær medarbejder ved Universitetsbiblioteket og ni år senere blev fast assistent. I de år, han var ansat her, udrettede han et meget stort og betydningsfuldt arbejde for biblioteket.
Mens han var ansat på biblioteket og under sit embedsstudie - han tog en cand.mag. - havde han tid til at fortsætte sine indiske studier. I 1889 fik han en guldmedalje for sin besvarelse af Københavns Universitets prisopgave om brugen af de sanskritiske participier, som de er i Pañcatantra og Hitopadeça. I 1892 fik han en doktorgrad, efter at have lavet afhandlingen Om Brugen og Betydning af Verbets Genera i Sanskrit.
Pali-studiet optog dog Andersens hovedinteresse, og det er navnlig på dette område, at han har udfoldet sin videnskabelige virksomhed. Hans Pali Reader (Part I: Text and Notes, London, Leipzig, Copenhagen 1901, 2. udgave 1910, Part II: Glossary, ibidem 1907) brugedes af Pali-studerende verden over. Han har besørget en index til den af Viggo Fausbøll udgivne Jataka-bog (1897) og ledet arbejdet på den af Søren Sørensen påbegyndte navneindex til Mahabharata (Part 1-7, London 1904-12).
Forskellige leksikalske bidrag af Andersen har set lyset i det tidsskrift, som udgives af Pali Text Society, af hvis bestyrelse Andersen var medlem (Critical and philological Notes to the first Chapter of the Milinda-pañtra, by V. Trenckner, revised and ed., together with and Index of Words and Subjects, by D. Andersen, Journal of the Pali Text Society 1908. Pali Words beginning with »S«, by Dr. Sten Konow, ed. and rev. by Prof. D. Andersen, Journal of the P. T. S. 1909).
Samme selskab har tillige besørget udgivelsen af Andersens og Helmer Smiths nyudgave af Sutta-Nipata (London 1913). På dansk har Andersen udgivet: Rasavahini, buddhistiske Legender (Studier fra Sprog- og Oldtidsforskning Nr. 6) og forfattet afsnittene »Indien« i Folkenes Historie og Verdenskulturen. Dertil kommer en række artikler i forskellige tidsskrifter og håndbøger samt et bidrag i festskriftet til Vilhelm Thomsen, 1894 (Reduplikationsvokalen i Verbernes Perfektformer).
Andersen var medarbejder ved Indogermanischer Anzeiger (afsnittet: "Skandinavische Bibliographie"). Andersen, der i en årrække (1887-1901) havde forbundet lærergerningen med sin biblioteksvirksomhed, var fra 1903 professor i indisk-østerlandsk filologi ved Københavns Universitet. 1908 blev han medlem af Videnskabernes Selskab.